# 岡山市電子掲示板に係る有害情報の記録行為禁止に関する条例
岡山市電子掲示板に係る有害情報の記録行為禁止に関する条例（おかやましでんしけいじばんにかかるゆうがいじょうほうのきろくこういきんしにかんするじょうれい）とは、岡山市の条例である。

## 概要
2002年3月22日に条例が制定され、同年5月1日に施行された。青少年ネット規制法の施行（2009年4月）より7年前に施行されている。
岡山市が管理する電子掲示板における有害情報の書き込み（条例の用語では「記録行為」）を禁止している。違反者には5万円以下の過料が科される。有害情報と認められる情報が書き込まれた場合、市長は当該情報を削除すること（条例での定義は「不特定又は特定の者が受信することを防止する措置」）ができる。ただし、その場合には削除の日時と理由を明示することが義務付けられている。一方、削除された情報を書き込んだ者は情報の復帰を求めることができ、それを受けて有害情報審査会（弁護士などで構成）にて、削除の妥当性（有害情報であるか否か、即ち、情報を復帰させるか否か）を審査・決定する。
なお、本条例では有害情報を以下のように定義している。
1. 個人のプライバシーを侵害するおそれがあると認められる情報
2. 他人を誹謗、中傷すると認められる情報
3. 他人に財産的不利益又は精神的苦痛を与えると認められる情報
4. 不当な差別を助長するおそれがあると認められる情報
5. 性的好奇心をそそると認められる情報
6. 非行・犯罪をあおると認められる情報

市長は毎年少なくとも1回、削除の実施状況を公表することも規定されている。

## 現状
2006年ごろに、本条例の定義に該当する岡山市が管理する電子掲示板が廃止されたため、本条例も事実上空文化している。ただし、廃止はされていない。また、上述の「削除の実施状況の公表」も、2009年ごろの岡山市の公式サイトのリニューアル前後に撤去されたため、インターネット上では閲覧できない。